# 徐世平 (1925年)
徐世平（1925年—），江苏沭阳人，中国人民解放军将领、中国人民解放军海军中将。
1988年，授予中国人民解放军海军中将，曾任海军指挥学院副院长。